# Ryan Koh
Ryan Koh est un scénariste et producteur américain, principalement connu pour son travail sur les séries New Girl et Cougar Town.

## Filmographie

### Scénariste

#### PourLes Simpson
| Année | Titre                             | Titre original                      | Saison | Épisode | Réalisateur       |
| ----- | --------------------------------- | ----------------------------------- | ------ | ------- | ----------------- |
| 2016  | La Paternité                      | Dad Behavior                        | 28     | 8       | Steven Dean Moore |
| 2017  | Chantons sur la piste             | Singin' in the Lane                 | 29     | 7       | Michael Polcino   |
| 2018  | Krusty le clown                   | Krusty the Clown                    | 30     | 8       | Matthew Faughnan  |
| 2019  | L'Hiver de nos contenus monétisés | The Winter of Our Monetized Content | 31     | 1       | Bob Anderson      |
| 2019  | Marge la bûcheronne               | Marge the Lumberjill                | 31     | 6       | Rob Oliver        |
| 2021  | Envie de paternité                | The Dad-Feelings Limited            | 32     | 11      | Chris Clements    |
| 2022  | Bart le gamin cool                | Bart the Cool Kid                   | 33     | 15      | Steven Dean Moore |
| 2022  | Simpson Horror Show XXXIII        | Treehouse of Horror XXXIII          | 34     | 6       | Rob Oliver        |
| 2022  | Quand Nelson rencontre Lisa       | When Nelson Met Lisa                | 34     | 9       | Steven Dean Moore |
| 2022  | Le jeu a changé                   | Game Done Changed                   | 34     | 10      | Timothy Bailey    |
| 2024  | Lisa pro de la F1                 | Lisa Gets an F1                     | 35     | 12      | Timothy Bailey    |

#### Autres
- 2007 : Kappa Mikey (1 épisode)
- 2008 : The Office: Kevin's Loan (2 épisodes)
- 2008-2009 : The Office (8 épisodes)
- 2009-2012 : Cougar Town (26 épisodes)
- 2012 : Workaholics (1 épisode)
- 2012-2014 : New Girl (5 épisodes)
- 2014-2015 : A to Z (2 épisodes)

### Producteur
- 2010-2012 : Cougar Town (36 épisodes)
- 2012-2014 : New Girl (48 épisodes)
- 2015-2016 : Les Simpson (23 épisodes)
- 2016 : Planet of the Couches